# Championnat de Côte d'Ivoire de football 2006
Navigation
Saison précédente Saison suivante
La saison 2006 du Championnat de Côte d'Ivoire de football était la 48e édition de la première division ivoirienne. Le championnat, qui prend à partir de cette saison le nom de Ligue 1 Orange (nom identique au Championnat de France de football) oppose les 14 meilleures équipes du pays, rassemblées au sein d'une poule unique où les clubs affrontent deux fois tous leurs adversaires, à domicile et à l'extérieur.
C'est l'ASEC Abidjan, champion depuis six saisons, qui termine une nouvelle fois en tête et remporte son 22e titre de champion de Côte d'Ivoire.

## Les 14 clubs participants
| - ASEC Abidjan - Lakota FC - Promu de Division 2 - Stade d'Abidjan - Issia Wazi - EFYM - Promu de Division 2 - Sporting Club de Gagnoa - Séwé Sports de San-Pédro | - Sabé Sports de Bouna - Denguelé Sports d'Odienné - ES Bingerville - Africa Sports - Stella Club d'Adjamé - Réveil Club de Daloa - Jeunesse Club d'Abidjan |

## Compétition
Le barème utilisé pour le classement est le suivant :
- Victoire : 3 points
- Match nul : 1 point
- Défaite, abandon ou forfait : 0 point

### Classement
| Rang | Équipe                    | Pts | J  | G  | N  | P  | Bp | Bc | Diff |
| ---- | ------------------------- | --- | -- | -- | -- | -- | -- | -- | ---- |
| 1    | ASEC Abidjan T            | 56  | 26 | 17 | 5  | 4  | 42 | 16 | +26  |
| 2    | Séwé Sports de San-Pédro  | 49  | 26 | 14 | 7  | 5  | 29 | 16 | +13  |
| 3    | Denguelé Sports d'Odienné | 44  | 26 | 12 | 8  | 6  | 29 | 19 | +10  |
| 4    | ES Bingerville            | 39  | 26 | 10 | 9  | 7  | 25 | 21 | +4   |
| 5    | Sabé Sports de Bouna      | 38  | 26 | 9  | 11 | 6  | 21 | 22 | -1   |
| 6    | Stade d'Abidjan           | 37  | 26 | 10 | 7  | 9  | 23 | 26 | -3   |
| 7    | Issia Wazi C              | 36  | 26 | 9  | 9  | 8  | 21 | 19 | +2   |
| 8    | Africa Sports             | 35  | 26 | 8  | 11 | 7  | 19 | 22 | -3   |
| 9    | Sporting Club de Gagnoa   | 29  | 26 | 8  | 5  | 13 | 23 | 31 | -8   |
| 10   | Stella Club d'Adjamé      | 27  | 26 | 5  | 12 | 9  | 22 | 24 | -2   |
| 11   | Jeunesse Club d'Abidjan   | 27  | 26 | 6  | 9  | 11 | 25 | 33 | -8   |
| 12   | Réveil Club de Daloa      | 27  | 26 | 7  | 6  | 13 | 15 | 25 | -10  |
| 13   | EFYM                      | 22  | 26 | 5  | 7  | 14 | 13 | 22 | -9   |
| 14   | Lakota FC                 | 22  | 26 | 4  | 10 | 12 | 13 | 29 | -16  |

|  | Qualifié pour la Ligue des champions de la CAF 2007 |
|  | Qualifié pour la Coupe de la CAF 2007               |
|  | Relégation en Division 2                            |

## Bilan de la saison
| Tableau d'Honneur                                                    |              |
| Compétition                                                          | Vainqueur    |
| Championnat de Côte d'Ivoire de football                             | ASEC Abidjan |
| Coupe de Côte d'Ivoire de football                                   | Issia Wazi   |
| Supercoupe de Côte d'Ivoire de football Coupe Félix Houphouët-Boigny | ASEC Abidjan |

| Qualifications continentales 2007  |                                       |
| Compétition                        | Qualifié                              |
| Ligue des champions de la CAF 2007 | ASEC Abidjan Séwé Sports de San-Pédro |
| Coupe de la CAF 2007               | Denguelé Sports d'Odienné Issia Wazi  |

| Promotions et relégations |                                                    |
| Relégués en 2e division   | EFYM Lakota FC                                     |
| Promus en 1re division    | Société Omnisports de l'Armée Lagoké Football Club |